# Mathilde Domecq
Mathilde Domecq (Marsiglia, 1982) è una fumettista francese. È in particolare la creatrice della serie Basile et Melba.

## Biografia
Dopo aver studiato arti applicate al Lycée Marie-Curie, si è diplomata in illustrazione all'Ecole des Arts Décoratifs di Strasburgo nel 2005.
Ha esordito nel 2004 con Mission Saturne, scritto da Herlé in Pif Gadget, Poï-Poï e Tito in Glop-Glop e Basile e Melba in Tchô! Nel 2012 ha creato Paola Crusoé, rivisitando il mito di Robinson Crusoe.
Nel 2014 si è unita a L'Atelier Mastodonte nella rivista Spirou.
Dal 2018 ha pubblicato sul suo account Instagram Amour fantôme, una serie di disegni che raccontano la storia di un uomo vedovo, utilizzando l'inchiostro invisibile per evocare personaggi scomparsi. L'opera è stata elogiata per la sua tenerezza e poesia.
Nel 2021 ha partecipato all'album Faire face, coordinato da Wilfrid Lupano, che racconta la vita quotidiana degli assistenti dell'ospedale universitario di Bordeaux durante la pandemia di Covid-19.

## I lavori
I suoi lavori sono principalmente per i giovani.

### Gli album
- Basile et Melba, Glénat

1. Printemps, 2008
2. Été, 2009
3. Automne, 2010

- Hansel et Gretel[7], sceneggiatura d'Hélène Beney, Bamboo edizion 2011
- Poïpoï & Tito, Ils s’aiment, edizioni Bang, 2011
- Paola Crusoé, Glénat

1. Naufragée, 2012
2. La distance, 2013
3. Jungle urbaine, 2015

- Shaker Monster, (sceneggiatura di Mr. Tan), Gallimard

1. Tous aux abris! , 2016

- Sales mômes sales vieux, sceneggiatura di James, Fluide glacial[8], 2020

### Periodici
- Mathilde[2] ha realizzato i disegni, la sceneggiatura e la colorazione di Zazou ne croit plus au père Noël, una storia apparsa sul numero 4051/4052 di Spirou.